# Villetelle
Villetelle är en kommun i departementet Hérault i regionen Occitanien i södra Frankrike. Kommunen ligger i kantonen Lunel som tillhör arrondissementet Montpellier. År 2022 hade Villetelle 1 698 invånare.

## Befolkningsutveckling
Antalet invånare i kommunen Villetelle
Referens:INSEE